# Lonely Tears in Chinatown
Lonely Tears in Chinatown é uma faixa do quarto álbum de estúdio do duo alemão Modern Talking, In the Middle of Nowhere. A canção foi composta e escrita por Dieter Bohlen e foi lançada como single na Espanha, onde alcançou a 9ª posição no ranking local.
O single foi lançado na Espanha no lugar de "Give Me Peace on Earth", que foi oficialmente o segundo single de In the Middle of Nowhere.

## Faixas
7" (Hansa 108 838) (BMG) - 1987
| Nº | Título                    | Duração |
| -- | ------------------------- | ------- |
| 1. | Lonely Tears In Chinatown | 3:49    |
| 2. | Give Me Peace on Earth    | 4:11    |

12" (Hansa 608 838) (BMG) - 1987
| Nº | Título                    | Duração |
| -- | ------------------------- | ------- |
| 1. | Lonely Tears In Chinatown | 3:49    |
| 2. | Give Me Peace on Earth    | 4:11    |

## Desempenho
| Classificação (1986) | Melhor posição |
| -------------------- | -------------- |
| Espanha              | 9              |

## Créditos
- Composição: Dieter Bohlen
- Letra: Dieter Bohlen
- Vocalista: Thomas Anders
- Produtor: Dieter Bohlen
- Arranjo: Dieter Bohlen
- Co-produtor: Luis Rodríguez